# 1614 Goldschmidt
1614 Goldschmidt eller 1952 HA är en asteroid i huvudbältet som upptäcktes den 18 april 1952 av den franske astronomen Alfred Schmitt i Uccle. Den har fått sitt namn efter den tyske astronomen Hermann Goldschmidt.
Asteroiden har en diameter på ungefär 48 kilometer.